# Nhandu carapoensis
Espèce
Synonymes
- Nhandu tripartitus Schmidt, 1997

Nhandu carapoensis est une espèce d'araignées mygalomorphes de la famille des Theraphosidae.

## Distribution
Cette espèce se rencontre au Brésil et au Paraguay.

## Étymologie
Son nom d'espèce, composé de carapo et du suffixe latin -ensis, « qui vit dans, qui habite », lui a été donné en référence au lieu de sa découverte.

## Publication originale
- Lucas, 1983 : Descrição de gênero e espécie novos da subfamília Theraphosinae (Araneae, Ortoghatha, Theraphosidae. Memórias do Instituto Butantan, vol. 44/45, p. 157-160.